# Stamboul Quest
Stamboul Quest is een Amerikaanse dramafilm uit 1934 onder regie van Sam Wood. Destijds werd de film in Nederland uitgebracht onder de titel De spionne van Stamboel.

## Verhaal
In 1915 worden de Dardanellen gebombardeerd door de Britten. Het hoofd van de Duitse inlichtingendienst verdenkt de Turkse commandant Ali Bey van verraad. Hij stuurt Annemarie als spionne naar Constantinopel. Ze wordt er verliefd op de Amerikaanse student Douglas Beall en ontdekt er zaken die haar in groot gevaar brengen.

## Rolverdeling
| Acteur          | Personage     |
| --------------- | ------------- |
| Myrna Loy       | Annemarie     |
| George Brent    | Douglas Beall |
| Lionel Atwill   | Von Sturm     |
| C. Henry Gordon | Ali Bey       |
| Rudolph Anders  | Karl          |
| Mischa Auer     | Ameel Roberts |